# A fiúknak – Utóirat: Még mindig szeretlek
A fiúknak – Utóirat: Még mindig szeretlek (eredeti cím: To All the Boys: P.S. I Still Love You) 2020-ban bemutatott amerikai romantikus filmvígjáték, amelyet Sofia Alvarez és J. Mills Goodloe forgatókönyvéből Michael Fimognari rendezett, Jenny Han Utóirat: Még mindig szeretlek című regénye alapján. A 2018-as A fiúknak, akiket valaha szerettem című film folytatása. A főbb szerepekben Lana Condor, Noah Centineo, Janel Parrish, Anna Cathcart, Madeleine Arthur, Emilija Baranac,  Jordan Fisher, Ross Butler, Sarayu Blue, John Corbett és Holland Taylor látható.
A filmet 2020. február 12-én mutatták be a Netflixen. Általánosságban pozitív visszajelzéseket kapott a kritikusoktól. A harmadik rész A fiúknak – Örökkön örökké címmel jelent meg 2021. február 12-én.

## Cselekmény
Lara Jean Covey középiskolája önkéntes programot szervez. Míg párja, Peter Kavinsky barátaival együtt jelentkezik önkéntesnek, Lara Jean inkább a Belleview idősek otthonába megy, ahová már nővére, Margot is járt. Első napján megismerkedik Stormyval, egy excentrikus idős hölggyel, akiről Margot gyakran beszélt. Emellett találkozik John Ambrose McClaren-nel is, aki szintén önkénteskedik az intézményben. Beszélnek egy szerelmes levélről, amit Lara Jean sok évvel ezelőtt írt neki. John Ambrose ezután átad Lara Jean-nek egy levelet.
Lara Jean nem tud nem gondolni a John Ambrose-szal folytatott beszélgetésére, emellett folyamatosan bizonytalan a Peterrel való kapcsolata miatt, mert összehasonlítja magát Peter exbarátnőjével, Gennel.
Valentin-napon Lara Jean látja, ahogy osztálytársait meglepetésként a cappella-csoportok várják, őt azonban nem. Egy barátjától megtudja, Peter ezt Gennek is mindig megcsinálta. Ez tovább növeli bizonytalanságát. Egy találkozás alkalmával Peter egy ezüst szív alakú nyakláncot ad neki, és felolvas egy verset, amelyet Lara Jean ötletesnek tart. Később kiderül, a verset nem ő írta, hanem Edgar Allan Poe-tól vette. Később bocsánatot kér tőle, és azt mondja, bárcsak ő is tudna ilyet írni neki, és hogy minden, ami a versben áll, komolyan gondolja.
Belleview-ban végzett önkéntes munkájuk során Lara Jean és John Ambrose közelebb kerülnek egymáshoz, és úgy döntenek, bált szerveznek az intézmény lakói számára. John Ambrose érzéseket táplál Lara Jean iránt. Lara Jean nem árulja el neki, hogy Peterrel jár. Később a két fiatal találkozik középiskolás barátaikkal, köztük Trevorral, Peterrel, Chrisszel és Gennel. Együtt akarják kiásni a több évvel ezelőtt elásott időkapszulát. Peter elárulja John Ambrose-nak, hogy Lara Jeannel jár. Ez vitát vált ki Lara Jean és Peter között.
Másnap Lara Jean bocsánatot kér John Ambrose-tól, amiért nem beszélt neki Peterről. A lacrosse-meccs napján Chris megmutatja Lara Jeannek egy képet, amelyen Peter és Gen meghitt pózban vannak. Lara Jean szembesíti Petert a képpel, és rájön, Peter soha nem szüntette meg a kapcsolatot Gennel. Ráadásul rájön, hogy Peter a síelés során a jakuzziban várt Genre, hátha újra összejönnek. Lara Jean szakít Peterrel. Gen felkeresi Lara Jeant, hogy elmagyarázza neki, hogyan készült a kép: Peter csak vigasztalta őt, amikor szülei elváltak, mert ő is átélte ugyanezt.
A bál estéjén Lara Jean és John Ambrose együtt táncolnak, majd kimennek a hóba. Amikor megcsókolják egymást, Lara Jean rájön, valójában Petert szereti, és nem érez semmit John Ambrose iránt. Bocsánatot kér tőle, és kifut a hóba, ahol Peter már várja őt. Azért jött el érte, mert tudja, Lara Jean nem szeret havas utakon vezetni. Ezt az első randevújukon mondta neki. Peter és Lara Jean újra összejönnek.

## Szereplők
| Szerep                       | Színész          | Magyar hang        |
| ---------------------------- | ---------------- | ------------------ |
| Lara Jean Covey              | Lana Condor      | Csifó Dorina       |
| Peter Kavinsky               | Noah Centineo    | Bogdán Gergő       |
| John Ambrose McClaren        | Jordan Fisher    | Baráth István      |
| Katherine „Kitty“ Song Covey | Anna Cathcart    | Engel-Iván Lili    |
| Margot Covey                 | Janel Parrish    | Mentes Júlia       |
| Trevor Pike                  | Ross Butler      | Jakab Márk         |
| Christine                    | Madeleine Arthur | Molnár Ilona       |
| Genevieve                    | Emilija Baranac  | Györfi Laura       |
| Lucas James                  | Trezzo Mahoro    | Berkes Bence       |
| Stormy                       | Holland Taylor   | Menszátor Magdolna |
| Trina Rothschild             | Sarayu Blue      | Nádasi Veronika    |
| Dr. Dan Covey                | John Corbett     | Czvetkó Sándor     |
| Emily                        | Kelcey Mawema    | Tamási Nikolett    |
| Haven                        | Julie Tao        | Kókai Tünde        |
| pompom lány                  | Maddie Ziegler   |                    |

### Magyar változat
- Magyar szöveg: Faludi Katalin
- Hangmérnök: Farkas László
- Vágó: Sári-Szemerédi Gabriella
- Gyártásvezető: Kablay Luca
- Szinkronrendező: Nikodém Zsigmond

A szinkront a Mafilm Audio Kft. készítette el.

## A film készítése
2018 augusztusában Jenny Han így nyilatkozott: „A második könyvben annyi minden van, amit szívesen látnék egy folytatásban. Az egész ok, amiért megírtam a második könyvet, John Ambrose McClaren karaktere volt, aki a rajongók kedvence, és az enyém is. Nagyon szeretném, ha ez kibontásra kerülne, és van egy másik karakter, Stormy, akiről imádok írni. Őt is szívesen viszontlátnám.”
2018 novemberében arról számoltak be, hogy a Netflix és a Paramount Pictures Awesomeness Films tárgyalásokat folytat egy folytatás elkészítéséről. 2018 decemberében a Netflix hivatalosan is bejelentette, hogy folytatáson dolgoznak, Condorral és Centineóval a főszerepben. 2019 márciusában kiderült, a második rész rendezője Michael Fimognari lesz, aki az első film operatőreként dolgozott; ez lesz az első nagyjátékfilmes rendezése. Az eredeti rendező, Susan Johnson vezető producerként maradt a projektben. Ugyanekkor bejelentették, hogy Parrish, Cathcart és Corbett is visszatérnek a folytatásban. Továbbá bejelentették, hogy a forgatókönyvet J. Mills Goodloe írja.
A folytatásban új szereplők is feltűnnek: Jordan Fisher játssza John Ambrose McClarent, Lara Jean egyik régi szerelmét, Ross Butler alakítja Trevor Pike-ot, Peter egyik legjobb barátját. Madeleine Arthur visszatér Chris szerepében, Holland Taylor és Sarayu Blue csatlakoznak a szereplőgárdához, mint Stormy McClaren és Trina Rothschild.

### Forgatás
A forgatási munkálatok 2019. március 27-én kezdődtek Vancouverben, valamint a környező területeken. Ahogyan az első film esetében is, Lara Jean középiskolai jeleneteit a Point Grey Középiskolában forgatták. A forgatás 2019. május 10-én fejeződött be.

### Zene
Ashe „Moral of the Story” című dala a filmben való megjelenése után nemzetközi sikert aratott. A film zenéjét 2020. február 7-én adta ki digitális formában a Capitol Records, CD-n április 17-én, vinil lemezen pedig május 22-én.

## Bemutató
Az első előzetes 2019. december 19-én jelent meg, amelyből kiderült, hogy a film 2020. február 12-én kizárólag a Netflixen lesz látható.

## Folytatás
A trilógia harmadik regényén alapuló harmadik film forgatása 2019. július 15-én kezdődött, két hónappal a második film forgatásának befejezése után.